# Cell Games Saga
De Cell Games Saga is een van de bekendste saga's in de animeserie Dragon Ball Z. Deze saga voltooit de verhaallijn rond de strijd tussen de Z-krijgers en de cyborgs van Dr. Gero, die begon met de Trunks Saga. De Cell Games Saga werd voor het eerst getoond in 1993 in Japan.

## Cell Games
De kwaadaardige cyborg Cell start de Cell Games, een toernooi waarin Cell tegen de sterkste strijders van de aarde wil vechten. De inzet van het toernooi is het voorbestaan van de wereld.
Zoals verwacht verschijnt Son Goku met de andere Z-krijgers bij het toernooi. Onder hen ook  Son Gohan in Super Saiyan vorm.

## Het Begin
Als eerste vecht Cell tegen 2 leerlingen van Mr. Satan die allebei een techniek uitvoeren waar Cell niets van voelt en zonder een hand uit te steken
duwt hij ze met zijn energie uit de ring. Vervolgens komt Mr. Satan, die hem allerlei slagen en kicks uitdeelt, wat geen effect heeft, en verwijdert Mr. Satan uit de ring met een gestrekte arm. Daarna is Goku aan de beurt. Goku en Cell zijn bijna even sterk, maar op het heetst van de strijd geeft Goku zich over omdat hij weet dat hij niet kan winnen en laat hij zijn eigen zoon Gohan tegen Cell vechten. Aanvankelijk is het niet moeilijk voor Cell om Gohan te verslaan, maar dan hoort hij Goku tegen Gohan schreeuwen dat Gohan boos moet worden.

## Cell Jr.
Als Cell dit hoort maakt hij een soort van hulptroepen, Cells 'kinderen', om Goku en de anderen aan te vallen. C-16 probeert dit nog te voorkomen door zichzelf samen met Cell op te blazen, maar C-16s zelf-vernietigingsmechanisme is verwijderd door Bulma en haar vader omdat ze dachten dat het een gevaar voor Goku en de aarde was. Hierdoor wordt C-16 door Cell vernietigd, alleen zijn hoofd blijft nog over. Cell maakt zijn 'kinderen' en stuurt ze op Goku en de anderen af. De Z-krijgers zijn machteloos tegen deze sterke tegenstanders en zijn snel verslagen. Daarop wordt Gohan boos, maar volgens Cell niet boos genoeg. Dan gooit Mr. Satan het hoofd van C-16 naar Gohan die Gohan aanmoedigt alles te geven om Cell te verslaan. Cell, zo wreed als hij is, verpulvert C-16s hoofd.

## Gohan Super Saiyan 2
Gohan wordt hierdoor zo boos dat hij transformeert tot Super Saiyan 2. Iedereen staat versteld van Gohans krachten. Hij verslaat zonder veel moeite de Cell Jr.'s. Dan begint het grote gevecht tussen Gohan en Cell. Het is een lang en intens gevecht, totdat op een gegeven moment Gohan Cell een elleboogstoot in zijn buik geeft. Cell moet overgeven en spuugt C-18 uit. Hierdoor verandert Cell weer terug naar zijn tweede vorm. Nu kan Gohan hem gemakkelijk aan. Echter, Cell probeert zichzelf op te blazen. Daarop riskeert Goku zijn leven door Cell naar een andere wereld te teleporteren en daar te laten ontploffen. Hierbij laat Goku het leven. Echter, Cell is nog steeds niet verslagen.

## Cell's zelfvernietiging
Toen Cell zichzelf opblies op de planeet van King Kai, doodde hij ook Goku. Maar, Cell is niet dood. Sterker nog, doordat Cell zich kan regenereren (zijn cellen kunnen zich, bij een verwonding, herstellen tot vóór de verwonding), komt hij weer tot leven. Hij heeft, na Goku gedood te hebben, wat van Goku's cellen inzich op kunnen nemen. Hierdoor is Cell veel sterker, en kan hij ook wervsnel terug keren op Aarde. Hij maakt zijn entree met een zwakke energiestraal die Trunks doorboort. Trunks is zwaargewond en iedereen is geschokt. Super Perfect Cell, zoals hij nu heet, is qua power nu op het niveau van een Super Saiyan 2. Trunks toestand doet Vegeta in razernij uitbarsten en hij gaat los op Cell met een gele beam en vervolgens een heel scala aan Rapid Flash blasts en als de rook opdoemt komt Cell onverstoord tevoorschijn en haalt Vegeta neer met een armzwaai. Dan probeert hij Vegeta te doden maar Gohan redt hem en vangt de straal op met zijn arm. De arm is nu gewond en onbruikbaar dus een Kamehameha wordt moeilijk.  Het eindigt als Cell zijn sterkste aanval inzet, de Solar-Kamehameha. Gohan antwoordt met al zijn kracht in één laatste Super Kamehameha. Als de stralen elkaar botsen hoort Gohan de stem van Goku in zijn hoofd. Goku praat met hem via de telekineses van Koning Kaio. Goku overtuigt Gohan ervan dat hij Cell kan verslaan. Dan verschijnt Gokus geest achter Gohan en samen doen ze de Kamehameha. Cell wordt overrompelt en definitief verslagen. Aanvankelijk redde Gohan het haast niet maar doordat zijn vrienden Cell van achteren aanvallen, wat niets uithaalt, en wanneer Super-Vegeta onverwachts een Big Bang doet boven Cell, krijgt Gohan de kans om Cell te vernietigen.